# Арбітри чемпіонату Європи з футболу 2008
Для обслуговування матчів чемпіонату Європи з футболу 2008 було запрошено 44 арбітри, в тому числі:
- 12 головних арбітрів;
- 24 асистенти арбітрів;
- 8 четвертих арбітрів[1].

Кожен матч обслуговувала бригада з чотирьох арбітрів: головного судді, двох помічників арбітра та четвертого (резервного) арбітра.

## Арбітри
| Країна     | Головний арбітр         | Помічники арбітра         | Помічники арбітра      | Обслуговували матчі           |
| ---------- | ----------------------- | ------------------------- | ---------------------- | ----------------------------- |
| Австрія    | Конрад Плауц            | Егон Беройтер             | Маркус Майр            | 2 групові                     |
| Бельгія    | Франк де Блекер         | Петер Германс             | Алекс Ферстретен       | 2 групові, півфінал           |
| Англія     | Говард Вебб             | Даррен Кенн               | Майк Моллеркі          | 2 групові                     |
| Німеччина  | Герберт Фандель         | Карстен Кадах             | Фолькер Фецель         | 2 групові, чвертьфінал        |
| Греція     | Кірос Вассарас          | Дімітріс Бозацідіс        | Дімітріс Сарайдаріс    | 2 групові                     |
| Італія     | Роберто Розетті         | Алессандро Грізеллі       | Паоло Калканьо         | 2 групові, чвертьфінал, фінал |
| Нідерланди | Пітер Вінк              | Адріан Інія               | Ганс тен-Гове          | 2 групові                     |
| Норвегія   | Том Геннінг Овребьо     | Гейр Оге Холен            | Ян Петтер Ранден       | 2 групові                     |
| Словаччина | Любош Міхел             | Роман Слишко              | Мартін Балко           | 2 групові, чвертьфінал        |
| Іспанія    | Мануель Мехуто Гонсалес | Хуан Карлос Хусте Хіменес | Хесус Кальво Гуадамуро | 2 групові                     |
| Швеція     | Петер Фрейдфельдт       | Стефан Віттберг           | Генрік Андрен          | 2 групові, чвертьфінал        |
| Швейцарія  | Массімо Бузакка         | Матіас Арне               | Стефан Куат            | 2 групові, півфінал           |

### Четверті арбітри
| Країна     | Четвертий арбітр    |
| ---------- | ------------------- |
| Хорватія   | Іван Бебек          |
| Франція    | Стефан Ланнуа       |
| Угорщина   | Віктор Кашшаї       |
| Ісландія   | Крістінн Якобссон   |
| Польща     | Гжегож Гілевський   |
| Португалія | Олегаріо Бенкеренса |
| Шотландія  | Крейг Томсон        |
| Словенія   | Дамир Скомина       |